# Taxonomie numérique
 (décembre 2017).
En systématique, la taxonomie numérique, ou taxinomie numérique, est un système de classification des espèces utilisant des méthodes numériques appliquées aux caractères phénotypiques pour constituer les taxons. Son but est de créer une taxonomie en utilisant des algorithmes et des méthodes numériques comme le partitionnement de données plutôt qu'une évaluation subjective des caractères phénotypiques. Le concept a été inventé par Robert R. Sokal (en) et Peter H. A. Sneath (en) à partir de 1963,. Ces auteurs divisent leur champ de recherche en phénétique, où les classifications sont basés sur des similarités globales entre taxons, et cladistique, où les classifications sont basées sur un arbre phylogénétique qui reconstruit l'histoire évolutive du taxon.
Bien que la taxonomie numérique ait été conçue pour être une méthode objective, dans les faits, les choix des caractères et l'importance plus ou moins grande donnée à tel ou tel caractère, sont influencés par les informations disponibles et les centres d'intérêt scientifiques de l'expérimentateur[non neutre]. Néanmoins, l'introduction d'étapes explicites pour la création de dendrogrammes et de cladogrammes, basées sur des méthodes numériques et non sur une synthèse subjective des données, a constitué un pas vers l'objectivité.
L'expression « taxonomie numérique » est un équivalent de systématique quantitative. Elle regroupe les méthodes mathématisées de la phénétique et de la cladistique, on distingue donc historiquement :
- La phénétique numérique : ensemble des méthodes algorithmiques de classification ou de reconstruction phylogénétique fondées sur les distances phénétiques
- La cladistique numérique : ensemble des méthodes algorithmiques ayant pour objectif d'obtenir la classification ou l'arbre phylogénétique le plus parcimonieux

## Source
- (en) Cet article est partiellement ou en totalité issu de l’article de Wikipédia en anglais intitulé « numerical taxonomy » (voir la liste des auteurs).